# Branislav Prelević
Branislav „Bane“ Prelević (serbisch Бранислав Прелевић, griechisch Μπράνισλαβ Πρέλεβιτς, * 19. Dezember 1966 in Belgrad) ist ein ehemaliger serbisch-griechischer Basketballspieler. Bekannt wurde er in seiner Zeit bei PAOK Thessaloniki, wo er auch Kapitän war.

## Leben

### Werdegang
Er begann seine Karriere 1986 bei Roter Stern Belgrad und wechselte 1988 zu PAOK Thessaloniki. Er wurde dort sehr schnell zum Fan-Liebling und zum Kapitän. Das lag zum einen an seiner Loyalität zur Mannschaft als auch an seinem unermüdlichen Einsatz für die Mannschaft zu spielen, egal ob er verletzt war.
Am 26. März 1991 gewann er mit PAOK den Europapokal der Pokalsieger nach dem 76:72 gegen CAI Zaragoza in Genua.
In der nächsten Saison konnten sie wieder das Finale erreichen, unterlagen aber Real Madrid knapp mit 63:65. Im selben Jahr konnte PAOK Griechischer Meister werden.
In der Saison 1992/1993 konnte Prelević dann mit PAOK im Europapokal der Landesmeister spielen. Sie erreichten das Halbfinale und schieden nach dem 77:79 gegen Benetton Treviso aus.
1994 konnte er mit PAOK den Korać-Cup gewinnen. Außerdem holten sie 1995 den griechischen Pokal nach Thessaloniki. 1996 konnten sie wieder das Finale im Europapokal der Pokalsieger erreichen, doch man verlor 81:88 gegen Taugre Vitoria aus Spanien.
Am Ende der Saison wechselte er nach acht Jahren PAOK Thessaloniki nach Italien zu Virtus Bologna. Doch nach nur einer Saison in Italien, kehrte er 1997 nach Griechenland zurück und unterschrieb bei AEK Athen.
Bei AEK Athen spielte er von 1997 bis 1999 und erreichte die Final Four im Europapokal der Landesmeister. 1998 und 1999 stand er im Finale des griechischen Pokals, doch beide Male verlor er mit AEK Athen.
Nach drei Jahren kehrte er 1999 zu PAOK Thessaloniki zurück. Nach dieser Saison beendete er seine Karriere im Alter von 34 Jahren.

### PAOK Thessaloniki
Bane Prelević ist für viele PAOK Fans eine Legende. Nachdem er seine Karriere 2000 beendet hatte, war er von 2001 bis 2002 Assistenzcoach bei PAOK. Von 2002 bis 2005 war er auch Trainer von PAOK Thessaloniki. Von 2011 bis 2019 war er Präsident von PAOK BC Thessaloniki. Am 1. April 2023 und im Rahmen des Spiels gegen AEK Athen B.C. wurde die Trikotnummer 7 an die Hallendecke der PAOK Sports Arena gehievt, und somit als nicht mehr zu vergebend eingestuft. Für diese erstmalige und historische Geste des Klubs bedankte sich Prelevic in einer ausverkauften PAOK Sports Arena.

### Persönliches
Bane Prelević besitzt neben der serbischen auch die griechische Staatsbürgerschaft. Er ist mit Nevena Prelević-Marjanović (geboren am 26. April 1967, Tochter des jugoslawischen Sängers Đorđe Marjanović) verheiratet und hat zwei Töchter mit ihr, Anna und Tea. Anna Prelević wurde 2010 Miss Griechenland und vertrat Griechenland bei der Miss Universe 2010 in Las Vegas.

## Erfolge

### PAOK Thessaloniki
- Griechischer Meister: 1992
- Griechischer Vizemeister: 1993, 1994
- Griechischer Pokalsieger: 1995
- Europapokal der Pokalsieger: 1.: 1991, 2.: 1992, 1996
- Korać-Cup: 1994

### Virtus Bologna
- Italienischer Pokalsieger 1997

### AEK Athen
- Griechischer Pokal: 2. Platz 1998, 1999
- EuroLeague 2. Platz 1998

| Personendaten    | Personendaten                                                                      |
| ---------------- | ---------------------------------------------------------------------------------- |
| NAME             | Prelević, Branislav                                                                |
| ALTERNATIVNAMEN  | Prelević, Bane; Прелевић, Бранислав (serbisch); Πρέλεβιτς, Μπράνισλαβ (griechisch) |
| KURZBESCHREIBUNG | serbisch-griechischer Basketballspieler                                            |
| GEBURTSDATUM     | 19. Dezember 1966                                                                  |
| GEBURTSORT       | Belgrad                                                                            |